# Кош-Болот
Кош-Болот (кирг. Кош-Болот) — село в Ала-Букинском районе Джалал-Абадской области Кыргызстана. Входит в состав Кёк-Серекского айылного аймака.

## География
Село расположено в юго-западной части области, вблизи государственной границы с Узбекистаном, на расстоянии приблизительно 28 километров (по прямой) к юго-западу от села Ала-Бука, административного центра района. Абсолютная высота — 1034 метра над уровнем моря.

## Население
Согласно оценочным данным Национального статистического комитета Кыргызской Республики, численность населения села на начало 2023 года составляла 1098 человек.
| год     | 2009 | 2014 | 2015 | 2020 | 2021 | 2023 |
| ------- | ---- | ---- | ---- | ---- | ---- | ---- |
| человек | 805  | 858  | 877  | 1064 | 1076 | 1098 |